# Raja'i Ayed
Raja'i Ayed Fadel Hassan (25 de julho de 1993) é um futebolista profissional jordaniano que atua como meia.

## Carreira
Raja'i Ayed representou a Seleção Jordaniana de Futebol na Copa da Ásia de 2015.